# Lae City Football Club
Maillots
Le Lae City Football Club, plus couramment abrégé en Lae City FC, est un club papouan-néo-guinéen de football fondé en 2014 et basé dans la ville de Lae.
Anciennement connu sous le nom de Lae City Dwellers FC ou Toti City FC, le club joue actuellement en KPHL National Soccer League, le plus haut niveau de compétition de football en Papouasie-Nouvelle-Guinée.

## Histoire
Aux côtés de Hekari United, le club est l'une des deux seules équipes à avoir remporté plus d'un titre du Championnat de Papouasie-Nouvelle-Guinée depuis 2006. Il a également participé à cinq éditions de la Ligue des champions de l'OFC. Son meilleur résultat étant celui des éditions 2018 et 2019, lorsque le club atteint les quarts de finale.

## Palmarès
| Compétitions nationales                                                                                   |
| --- |
| - Championnat de Papouasie-Nouvelle-Guinée (7) : - Champion : 2015, 2015-16, 2017, 2018, 2019, 2020, 2023 |